# Lis (planta)

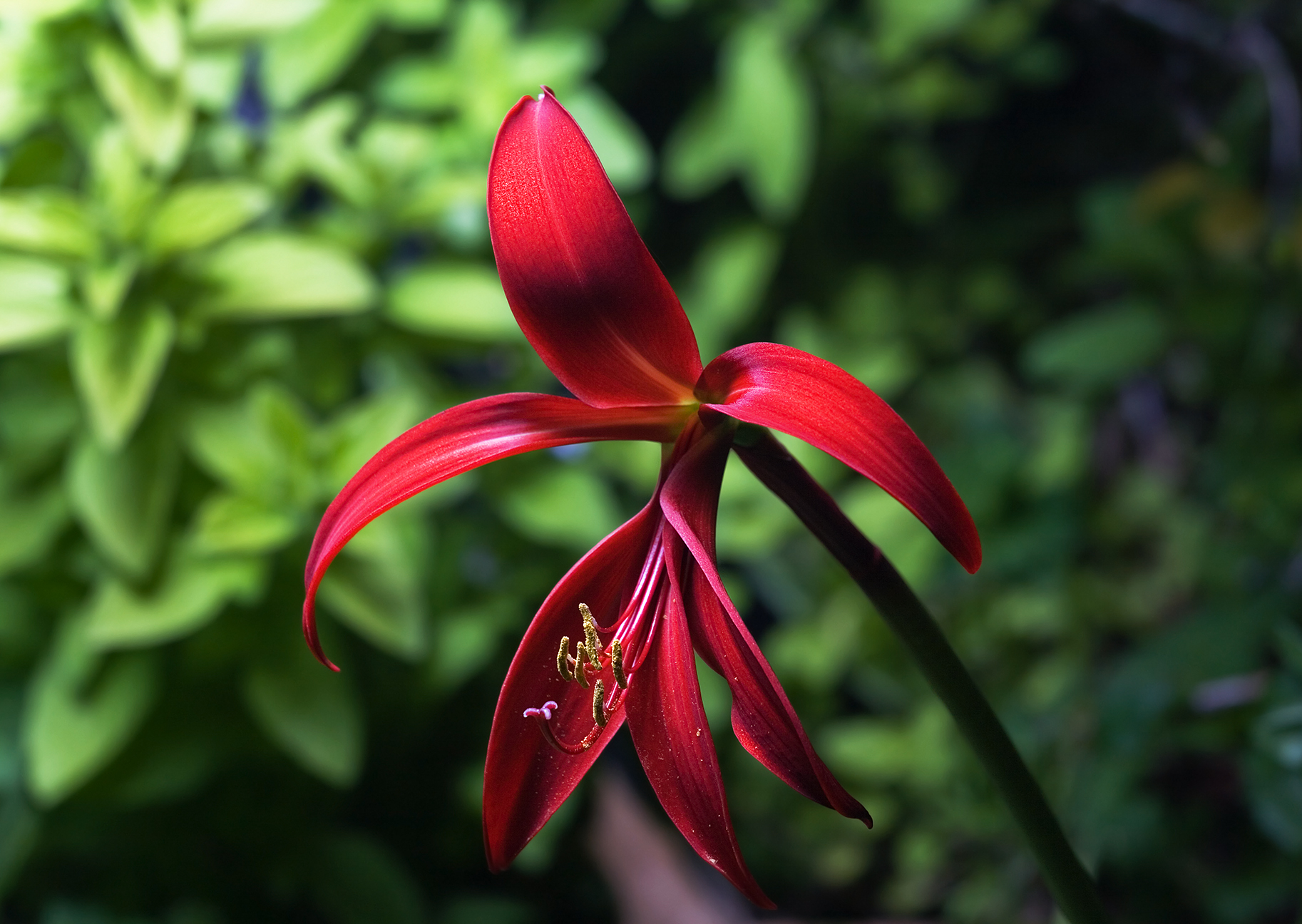
Lis o lliri azteca

El lis o flor de lis (Sprekelia formosissima), és una planta amb flors de la família de les amaril·lidàcies o Amaryllidaceae.
Addicionalment pot rebre els noms de flor de lliri i flor de Sant Jaume.

## Distribució i hàbitat
Aquesta planta és originària d'Amèrica Central. És cultivada com a planta ornamental arreu del planeta. Creix bé plantada en testos.

## Descripció
Es tracta d'una planta herbàcia i bulbosa. Les fulles són dístiques i cintiformes.
Té una única flor de color vermell intens, força espectacular. Tres pètals estan tombats cap avall i els altres tres redreçats i caragolats en cilindre a la base.

## Conreu
La tècnica de conreu és molt similar a la de les plantes del gènere Gladiolus. Àdhuc cultivant-la amb molta cura, pot passar un any sencer sense que surti planta del bulb. En un grup d'una dotzena de bulbs, potser només tres o quatre donaran flor en un any donat.